# Liste des boursiers Killam, par ordre alphabétique C
| Nom                | Année | Université                     | Discipline                      |
| ------------------ | ----- | ------------------------------ | ------------------------------- |
| A.C. Cairns        | 1989  | Université of British Columbia | Sciences politiques             |
| M. Calle-Gruber    | 1994  | Université Queen's             | Français                        |
| S.E. Calvert       | 1991  | Université of British Columbia | Sciences de la terre            |
| Lucien Campeau     | 1976  | Université de Montréal         | Histoire                        |
| Colette Carisse    | 1972  | Université de Montréal         | Sociologie/Anthropologie        |
| R. Carlberg        | 1999  | Université de Toronto          | Astronomie                      |
| T.F. Carney        | 1969  | Université du Manitoba         | Histoire                        |
| S. Carter          | 2004  | Université de Calgary          | Histoire                        |
| J.G. Castel        | 1985  | Université York                | Droit                           |
| J.E. Chamberlin    | 2002  | Université de Toronto          | Littérature comparée            |
| T.H. Chan          | 1983  | Université McGill              | Chimie                          |
| C.H. Chapman       | 1981  | Université de Toronto          | Sciences de la terre            |
| Hubert Charbonneau | 1974  | Université de Montréal         | Sociologie/Anthropologie        |
| Garry K.C. Clarke  | 2001  | Université of British Columbia | Sciences de la terre            |
| F.H. Clarke        | 1979  | Université of British Columbia | Mathématiques                   |
| R.M. Clowes        | 2004  | Université of British Columbia | Sciences de la terre et d'océan |
| R.M. Clowes        | 1987  | Université of British Columbia | Sciences de la terre            |
| L.B. Code          | 1999  | Université York                | Philosophie                     |
| P.M. Conlon        | 1982  | Université McMaster            | Français                        |
| B.E. Conway        | 1983  | Université d'Ottawa            | Chimie                          |
| E-D. Cook          | 1972  | Université de Calgary          | Linguistique                    |
| M.E. Cook          | 1994  | Université de Toronto          | Anglais                         |
| R.G. Cook          | 1976  | Université York                | Histoire                        |
| S.A. Cook          | 1982  | Université de Toronto          | Mathématiques                   |
| F. Cooke           | 1985  | Université Queen's             | Biologie                        |
| F.B. Cooper        | 1993  | Université de Calgary          | Sciences politiques             |
| J.C. Courtney      | 1998  | Université de la Saskatchewan  | Science politique               |
| Serge Courville    | 2000  | Université Laval               | Géographie historique           |
| K.D. Craig         | 1991  | Université of British Columbia | Psychologie                     |
| F.I.M. Craik       | 1982  | Université de Toronto          | Psychologie                     |
| Paul-André Crépeau | 1984  | Université McGill              | Droit                           |
| B. Crespi          | 2005  | SFU                            | Biologie                        |
| Miklos Csorgo      | 1978  | Université Carleton            | Mathématiques                   |
| R.D. Cuff          | 1973  | Université York                | Histoire                        |